# Платавский сельсовет (Курская область)
Плата́вский сельсовет — муниципальное образование со статусом сельского поселения в Конышёвском районе Курской области Российской Федерации.
Административный центр — деревня Кашара.

## История
Статус и границы сельсовета установлены Законом Курской области от 21 октября 2004 года № 48-ЗКО «О муниципальных образованиях Курской области».
Законом Курской области от 26 апреля 2010 года № 26-ЗКО в состав сельсовета включены населённые пункты упразднённого Шустовского сельсовета.

## Население
| 2002 | 2010  | 2012 | 2013 | 2014 | 2015 | 2016 |
| ---- | ----- | ---- | ---- | ---- | ---- | ---- |
| 1142 | ↘1037 | ↘974 | ↘960 | ↘926 | ↘894 | ↘887 |
| 2017 | 2018  | 2019 | 2020 | 2021 |      |      |
| ↘853 | ↘818  | ↘765 | ↘742 | ↗753 |      |      |

## Состав сельского поселения
| №  | Населённый пункт | Тип населённого пункта          | Население |
| -- | ---------------- | ------------------------------- | --------- |
| 1  | Барабан          | хутор                           | ↘0        |
| 2  | Гряды            | деревня                         | ↘72       |
| 3  | Кашара           | деревня, административный центр | ↘333      |
| 4  | Комаровка        | хутор                           | ↘5        |
| 5  | Коробкино        | село                            | ↘68       |
| 6  | Красная Слобода  | село                            | ↘74       |
| 7  | Липница          | хутор                           | ↘3        |
| 8  | Новоселовка      | деревня                         | ↘0        |
| 9  | Платава          | деревня                         | ↘145      |
| 10 | Семеновка        | деревня                         | ↘73       |
| 11 | Шустово          | село                            | ↘264      |